# Rijksstad Leutkirch
De rijksstad Leutkirch was een tot de Zwabische Kreits behorende rijksstad binnen het Heilige Roomse Rijk. De huidige naam is Leutkirch im Allgäu.
Het dorp Aufhofen ten zuiden van de huidige stad wordt in 848 voor het eerst Leutkirch genoemd. De plaats was de zetel van een gerecht en het centrum van de vrijen op de Leutkircher Heide: Reichenhofen, Herlazhofen en Wuchsenhofen. Omstreeks 1240 komt het graafschap Zeil, dat ook graafschap Leutkirch wordt genoemd van de graaf van Montfort aan keizer Frederik II. In de jaren daarna ontstaat een stad (stadsrechten in 1293). Door het verwerven van het ambt van ambtman en de halsheerlijkheid in 1397 wordt de stad rijksvrij. Bijzonder is de aanwezigheid van een boerengilde in de stad.
In 1525 zijn er reformatorische bewegingen, maar pas in 1546 wordt de Reformatie volledig doorgevoerd.
In de Reichsdeputationshauptschluss van 25 februari 1803 wordt in paragraaf 2 de inlijving bij het keurvorstendom Beieren vastgesteld. Door het grensverdrag van 18 mei 1810 tussen de koninkrijken Beieren en Württemberg komt de voormalige rijksstad aan Württemberg.